# Kim Thiên
Kim Thiên (chữ Hán: 金天氏) là tên một quốc gia bộ lạc tồn tại vào thời kỳ Tam Hoàng Ngũ Đế trong lịch sử Trung Quốc, trung tâm hoạt động của nước này nằm ở huyện Khúc Phụ tỉnh Sơn Đông ngày nay.

## Những dấu ấn trong lịch sử
Theo nhiều tài liệu sử sách ghi chép thì tên tuổi quốc gia này gắn liền với Thiếu Hạo, ông là con trai của Hiên Viên Hoàng Đế và bà thứ phi Nữ Tiết. Trước đây Thiếu Hạo cũng theo vua cha đánh dẹp Xi Vưu lập được đại công nên sau khi lên ngôi thiên tử thì cha ông phân phong cho ông làm vua nước Kim Thiên, quốc gia này thờ thần điểu nên các quan chức của bộ lạc đều lấy tên các loài chim. Quan cao nhất là Phượng Hoàng, quan quản lý binh quyền gọi là Cưu, quan về hình pháp gọi là Ưng..v..v..địa bàn quốc gia này có khí hậu thiên nhiên rất tốt nên kinh tế phát triển phồn thịnh một thời.
Sau khi Hiên Viên Hoàng Đế băng hà thì Thiếu Hạo được chọn là người kế vị, việc này Sử Ký không hề đề cập tới nhưng lại nói ở trong các sách như: Thượng Thư, Lễ Ký..v..v..Không rõ nước Thiên Kim lúc Thiếu Hạo đi rồi có ai thay thế ngôi vị hay không thì không thấy thư tịch nào nhắc đến nữa, chỉ biết rằng trong lịch sử tỉnh Sơn Đông từng xuất hiện một quốc gia như vậy từ hơn 4000 năm về trước.